# Krzyżowa

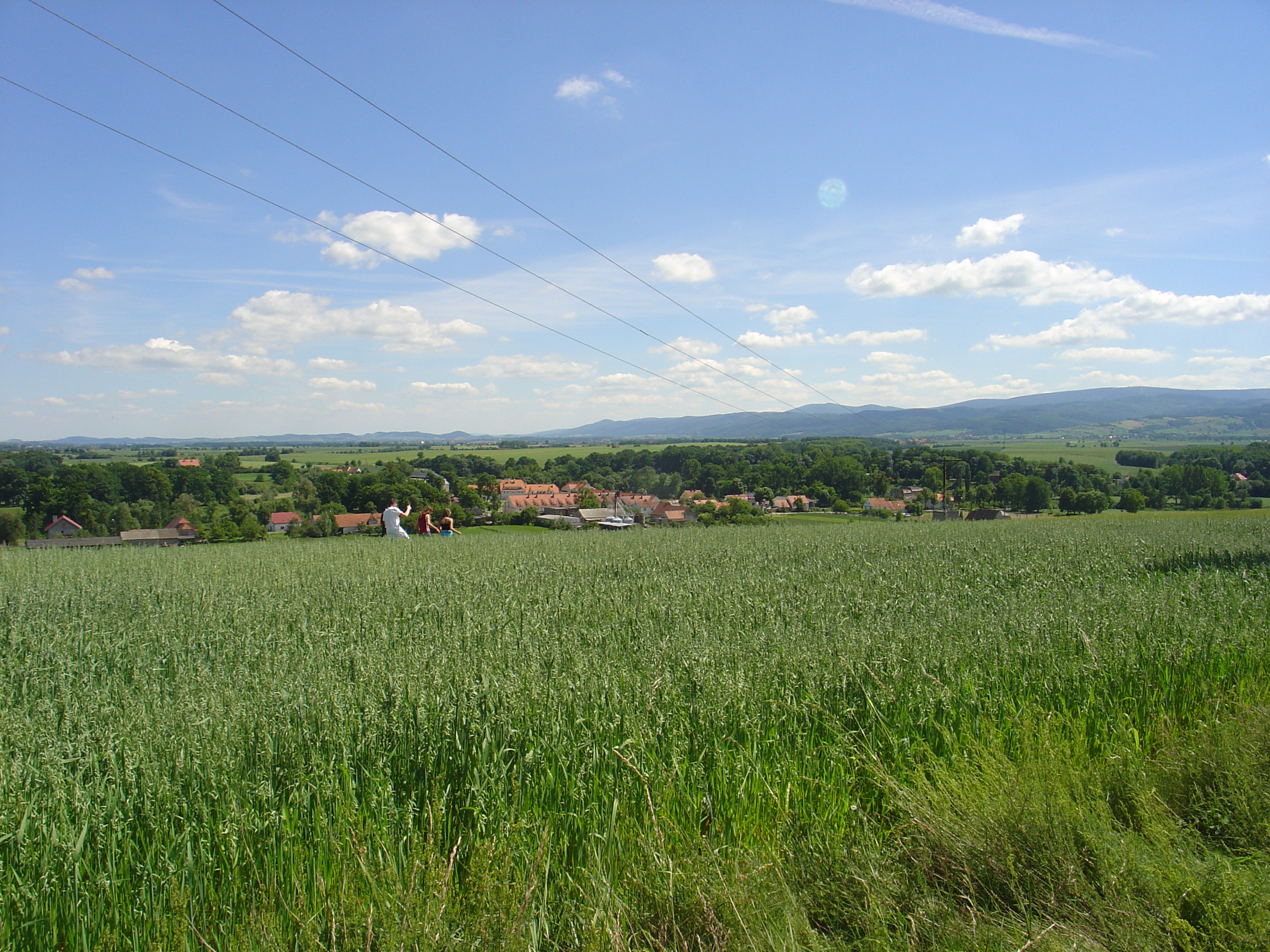
Krzyżowa

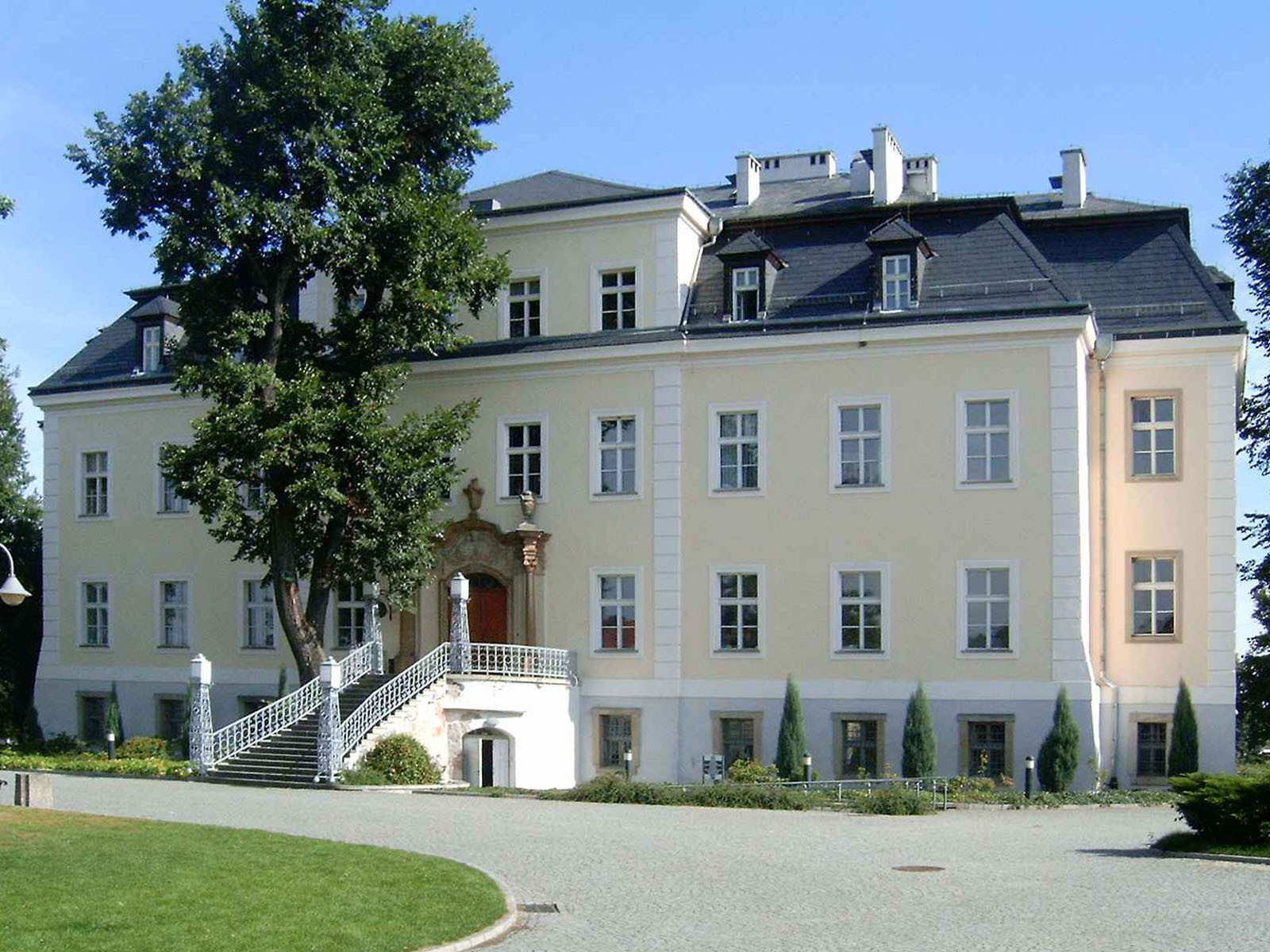
Schloss Kreisau

Krzyżowa [kʃɨˈʒɔva] anhörenⓘ (deutsch Kreisau, bis 1930 Creisau) ist ein Ort mit etwa 200 Einwohnern in der Landgemeinde Świdnica im Powiat Świdnicki (Niederschlesien) in Polen. Es liegt 10 Kilometer südöstlich von Swidnica (Schweidnitz).
Das Moltke-Schloss im Ortszentrum von Krzyżowa dient seit 1998 als Internationale Jugendbegegnungsstätte Kreisau, die von der Stiftung Kreisau für Europäische Verständigung betrieben wird.

## Lage
Nachbarorte sind Opoczka (Esdorf) im Westen, Makowice (Schwengfeld) im Nordwesten, Boleścin (Pilzen) im Norden, Wieruszów (Wierischau) im Südwesten, Grodziszcze (Gräditz) im Osten.

## Geschichte

Karte von Kreisau und Umgebung (um 1780)

Möglicherweise ist Kreisau aus einem Ende des 12. Jahrhunderts gegründeten Vorwerk als Nebensiedlung von Gräditz entstanden. Erstmals erwähnt wurde es in einer Päpstlichen Bulle von 1250 als „Crisova“. Im Zuge der Ostkolonisation erhielt Kreisau Deutsches Recht.
1338 gehörte Kreisau einem Ritter Haugwitz, dem die Herren von Seidlitz und die Herren von Reibnitz folgten. Seit Ende des 17. Jahrhunderts waren die Besitzer die Herren von Zedlitz. Unter den von Dreskys wurden Mitte des 18. Jahrhunderts die Rittergüter Kreisau, Wierischau und Nieder-Gräditz vereint.
Nach dem Ersten Schlesischen Krieg fiel Kreisau 1741/42 an Preußen. Nach der Neugliederung Preußens gehörte es seit 1815 zur Provinz Schlesien und wurde 1816 dem Kreis Schweidnitz eingegliedert, mit dem es bis 1945 verbunden blieb. 1785 bestand Kreisau aus 168 Einwohnern. 1876 erhielt es eine eigene evangelische Schule. Sie umfasste außer Kreisau auch Wierischau und Nieder-Gräditz.
Als Folge des Zweiten Weltkriegs fiel Kreisau mit dem größten Teil Schlesiens 1945 an Polen. Nachfolgend wurde es durch die polnische Administration in Krzyżowa umbenannt. Die einheimische deutsche Bevölkerung wurde, soweit sie nicht schon vorher geflohen war, vertrieben. Die neu angesiedelten Bewohner waren teilweise Zwangsumgesiedelte aus Ostpolen, das an die Sowjetunion gefallen war.

### Moltke
Bekannt wurde Kreisau vor allem durch die Familie von Moltke. Der preußische Generalfeldmarschall Helmuth Karl Bernhard Graf von Moltke, Generalstabschef im Deutsch-Dänischen Krieg 1864, im Preußisch-Österreichischen Krieg 1866 und im Deutsch-Französischen Krieg von 1870/71, erwarb das Gut am 1. August 1867 als Alterssitz. Sein Urgroßneffe Helmuth James von Moltke war einer der führenden Köpfe der Widerstandsgruppe Kreisauer Kreis, der auf einen von Eugen Rosenstock-Huessy begründeten, freiwilligen Arbeitsdienst zurückgeht. 1942 und 1943 fanden im Berghaus, das als Wohnhaus der Familie zum Gutshof gehörte, drei geheime Treffen dieser Gruppe statt. Hier wurde eine mögliche Nachkriegsordnung ohne Adolf Hitler diskutiert.
Aus dem Bedürfnis, die Erinnerung an den Kreisauer Kreis wachzuhalten, entstand in den Jahren 1989/1990 als Teil der europäischen Bürgerbewegung die Stiftung Kreisau für Europäische Verständigung, in der sich Polen und Deutsche, aber auch Menschen aus anderen europäischen Ländern und den USA engagierten. Auf dem Gutshof von Krzyżowa fand am 12. November 1989 eine deutsch-polnische Versöhnungs-Messe statt, an der der damalige Bundeskanzler Helmut Kohl und der damalige polnische Ministerpräsident Tadeusz Mazowiecki teilnahmen. Helmut Kohl besuchte den Ort 1998 wieder, als die Internationale Jugendbegegnungsstätte Kreisau eröffnet wurde.

## Musik für Europa
Viviane Hagner und Matthias von Hülsen initiierten 2013 das Festival der Kammermusik Krzyżowa-Music. Es steht unter der Schirmherrschaft der Außenminister von Polen und Deutschland.

## Verkehr
Der Haltepunkt Krzyżowa liegt an der Bahnstrecke Katowice–Legnica.

## Sehenswürdigkeiten

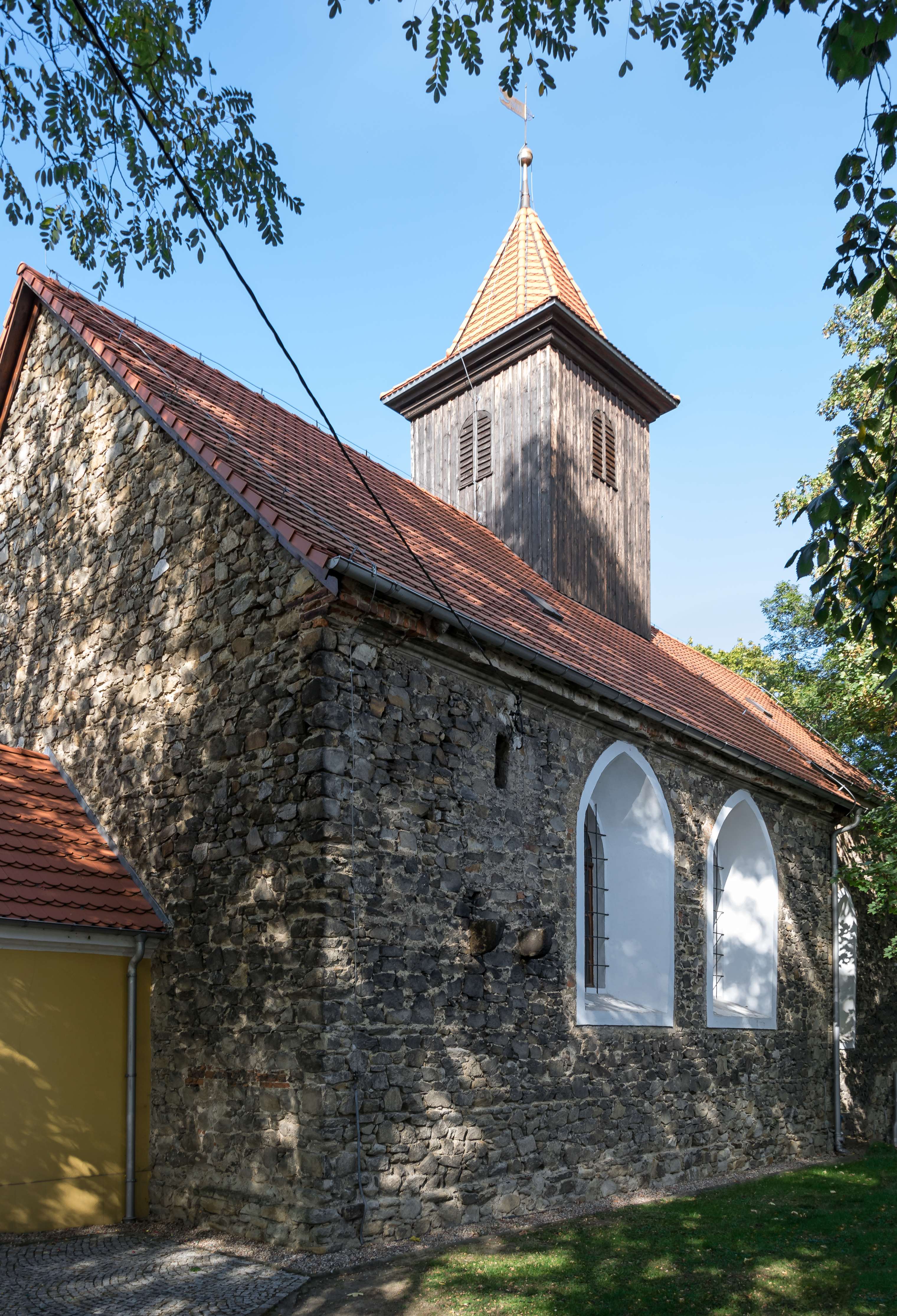
Katholische Kirche des Hl. Erzengels Michael in Krzyżowa

- Die römisch-katholische Filialkirche des hl. Erzgengels Michael (polnisch Kościół filialny św. Michała Archanioła) wurde erstmals 1335 erwähnt. Während der Reformation wurde sie evangelisch und 1653 den Katholiken zurückgegeben. 1742 gestattete König Friedrich II. den evangelischen Gemeinden Gräditz, Faulbrück, Kreisau und Wierischau im Fürstentum Schweidnitz, in Gräditz ein neues Bethaus zu erbauen, mit eigenem evangelischen Prediger und Schulmeister.
- Das Schloss Kreisau (Palac w Krzyżowej) wurde um 1720 im Auftrag des Sigismund von Zedlitz und Leipe erbaut, möglicherweise nach Entwurf des Schweidnitzer Baumeisters Felix Anton Hammerschmidt.

## Söhne und Töchter des Ortes
- Heinrich Wilhelm von Zedlitz und Leipe (1711–1789), Landrat
- Carl Dietrich von Trotha (1907–1952), Beamter, Mitglied des Kreisauer Kreises
- Helmuth James Graf von Moltke (1907–1945), Jurist, Begründer der Widerstandsgruppe Kreisauer Kreis
- Joachim Wolfgang Graf von Moltke (1909–2002), Kunsthistoriker und Museumsleiter
- Ignes Ponto (1929–2020), Ehefrau von Jürgen Ponto, Gründerin der Jürgen Ponto-Stiftung zur Förderung junger Künstler und Autorin